# Eleições parlamentares europeias de 2019 (Roménia)
As eleições parlamentares europeias de 2019 na Roménia foram realizadas a 26 de Maio e serviram para eleger os 32 deputados nacionais para o Parlamento Europeu. 

## Campanha

### Partido Social-Democrata
Em abril de 2019, o Partido Socialista Europeu anunciou que iria congelar relações com o PSD no mínimo até Junho, citando preocupação com o Estado de Direito no país. O PSD desde então assumiu retórica claramente eurocética, fazendo constante ataques contra a União Europeia. O ex-primeiro-ministro social-democrata Victor Ponta, expulso do partido em 2017, afirmou que "O PSD infelizmente se tornou num partido muito populista, nacionalista e demagógico".

## Composição 2014-2019 (Final do mandato)

### Partidos Nacionais
| Partido                              | Partido                                    | Deputados | Grupo                                                |
| ------------------------------------ | ------------------------------------------ | --------- | ---------------------------------------------------- |
|                                      | Partido Social-Democrata                   | 10 / 32   | Aliança Progressista dos Socialistas e Democratas(a) |
|                                      | Partido Nacional Liberal                   | 8 / 32    | Grupo do Partido Popular Europeu                     |
|                                      | União Democrática dos Húngaros na Roménia  | 2 / 32    | Grupo do Partido Popular Europeu                     |
|                                      | Aliança dos Liberais e Democratas          | 2 / 32    | Aliança dos Liberais e Democratas pela Europa        |
|                                      | PRO Roménia                                | 2 / 32    | Aliança Progressista dos Socialistas e Democratas    |
| Reformistas e Conservadores Europeus | PRO Roménia                                | 2 / 32    |                                                      |
|                                      | Partido Liberdade, Unidade e Solidariedade | 1 / 32    | Grupo do Partido Popular Europeu                     |
|                                      | PRODEMO                                    | 1 / 32    | Não-Inscritos                                        |
|                                      | União Nacional pelo Progresso da Roménia   | 1 / 32    | Aliança Progressista dos Socialistas e Democratas    |
|                                      | Independentes                              | 5 / 32    |                                                      |

(a) Suspenso desde Abril de 2019

### Grupos Parlamentares
| Grupo | Grupo                                             | Deputados |
| ----- | ------------------------------------------------- | --------- |
|       | Aliança Progressista dos Socialistas e Democratas | 13 / 32   |
|       | Grupo do Partido Popular Europeu                  | 13 / 32   |
|       | Aliança dos Liberais e Democratas pela Europa     | 3 / 32    |
|       | Reformistas e Conservadores Europeus              | 2 / 32    |
|       | Não-Inscritos                                     | 1 / 32    |

## Partidos Concorrentes
Os principais partidos concorrentes são os seguintes:
| Partido | Partido                                                                                       | Cabeça de Lista | Afiliação Europeia                                       |
| ------- | --------------------------------------------------------------------------------------------- | --------------- | -------------------------------------------------------- |
|         | Partido Social-Democrata                                                                      | Rovana Plumb    | Partido Socialista Europeu                               |
|         | Partido Nacional Liberal                                                                      | Rareș Bogdan    | Partido Popular Europeu                                  |
|         | Aliança 2020 USR - PLUS - União Salvar a Roménia - Partido Liberdade, Unidade e Solidariedade | Dacian Cioloş   |                                                          |
|         | Aliança dos Liberais e Democratas                                                             | Norica Nicolai  | Partido da Aliança dos Liberais e Democratas pela Europa |
|         | PRO Roménia                                                                                   | Victor Ponta    | Partido Democrata Europeu                                |
|         | União Democrática dos Húngaros na Roménia                                                     | Iuliu Winkler   | Partido Popular Europeu                                  |
|         | Partido do Movimento Popular                                                                  | Traian Băsescu  | Partido Popular Europeu                                  |
|         | União Nacional pelo Progresso da Roménia                                                      | Ilie Năstase    |                                                          |
|         | Partido Roménia Unida                                                                         | Bogdan Diaconu  |                                                          |

## Resultados Oficiais
| Partido                 | Partido                                            | Votos      | %               | +/-   | Deputados | +/-     |
| ----------------------- | -------------------------------------------------- | ---------- | --------------- | ----- | --------- | ------- |
|                         | Partido Nacional Liberal                           | 2 449 068  | 27,00 / 100,00  | 12,00 | 10 / 32   | 4       |
|                         | Partido Social-Democrata                           | 2 040 765  | 22,51 / 100,00  | 15,09 | 8 / 32    | 8       |
|                         | Aliança 2020 USR - PLUS                            | 2 028 236  | 22,36 / 100,00  | Novo  | 8 / 32    | Novo    |
|                         | PRO Roménia                                        | 583 916    | 6,44 / 100,00   | Novo  | 2 / 32    | Novo    |
|                         | Partido do Movimento Popular                       | 522 104    | 5,76 / 100,00   | 0,45  | 2 / 32    | Estável |
|                         | União Democrática dos Húngaros na Roménia          | 476 777    | 5,26 / 100,00   | 1,03  | 2 / 32    | Estável |
|                         | Aliança dos Liberais e Democratas                  | 372 760    | 4,11 / 100,00   | Novo  | 0 / 32    | Novo    |
|                         | Peter Costea (Candidato Independente)              | 131 021    | 1,44 / 100,00   | Novo  | 0 / 32    | Novo    |
|                         | George-Nicolae Simion (Candidato Independente)     | 117 141    | 1,29 / 100,00   | Novo  | 0 / 32    | Novo    |
|                         | Gregoriana Carmen Tudoran (Candidato Independente) | 100 669    | 1,11 / 100,00   | Novo  | 0 / 32    | Novo    |
|                         | Outros (com menos de 1,00%)                        | 247 065    | 2,73 / 100,00   |       | 0 / 32    |         |
| Total                   | Total                                              | 9 352 472  | 100,00 / 100,00 |       | 32 / 32   |         |
| Eleitorado/Participação | Eleitorado/Participação                            | 18 267 256 | 51,20 / 100,00  | 18,76 |           |         |
| Fonte                   | Fonte                                              | [ 5 ]      | [ 5 ]           | [ 5 ] | [ 5 ]     | [ 5 ]   |

#### Deputados Antes/Depois do Brexit
| Partido | Partido                                   | Antes   | Depois  | +/-     |
| ------- | ----------------------------------------- | ------- | ------- | ------- |
|         | Partido Nacional Liberal                  | 10 / 32 | 10 / 33 | Estável |
|         | Partido Social-Democrata                  | 8 / 32  | 9 / 33  | 1       |
|         | Aliança 2020 USR - PLUS                   | 8 / 32  | 8 / 33  | Estável |
|         | PRO Roménia                               | 2 / 32  | 2 / 33  | Estável |
|         | Partido do Movimento Popular              | 2 / 32  | 2 / 33  | Estável |
|         | União Democrática dos Húngaros na Roménia | 2 / 32  | 2 / 33  | Estável |
| Total   | Total                                     | 32 / 32 | 33 / 33 | 1       |

## Composição 2019-2024

### Partidos Nacionais
| Partido | Partido                                    | Deputados | Grupo                                             |
| ------- | ------------------------------------------ | --------- | ------------------------------------------------- |
|         | Partido Nacional Liberal                   | 10 / 32   | Grupo do Partido Popular Europeu                  |
|         | Partido Social-Democrata                   | 8 / 32    | Aliança Progressista dos Socialistas e Democratas |
|         | União Salvar a Roménia                     | 4 / 32    | Renovar Europa                                    |
|         | Partido Liberdade, Unidade e Solidariedade | 4 / 32    | Renovar Europa                                    |
|         | PRO Roménia                                | 2 / 32    | Aliança Progressista dos Socialistas e Democratas |
|         | Partido do Movimento Popular               | 2 / 32    | Grupo do Partido Popular Europeu                  |
|         | União Democrática dos Húngaros na Roménia  | 2 / 32    | Grupo do Partido Popular Europeu                  |

### Grupos Parlamentares
| Grupo | Grupo                                             | Deputados |
| ----- | ------------------------------------------------- | --------- |
|       | Grupo do Partido Popular Europeu                  | 14 / 32   |
|       | Aliança Progressista dos Socialistas e Democratas | 10 / 32   |
|       | Renovar Europa                                    | 8 / 32    |